# Cenggini
Cenggini is een bestuurslaag in het regentschap Tegal van de provincie Midden-Java, Indonesië. Cenggini telt 3993 inwoners (volkstelling 2010).